# Řezání vodním paprskem

Schéma:
1 – vysokotlaký přívod vody
2 – rubínová nebo diamantová tryska
3 – abrazivo
4 – směšovací trubička
5 – držák
6 – paprsek
7 – materiál

Řezání vodním paprskem je strojní způsob dělení materiálů pomocí soustředěného proudu vody pod vysokým tlakem.

## Historie
Historie využití vodního paprsku pro řezání sahá do 50. let 20. století. Tehdy se začalo experimentovat s využitím síly vodního paprsku při řezání dřeva. Technologie byla vylepšena v 70. letech, kdy se při řezání začalo používat přidávání abraziva.

## Princip řezání vodním paprskem
Podstatou dělení materiálů je obrušování děleného materiálu tlakem vodního paprsku. Tento proces je v podstatě stejný jako vodní eroze, ale značně zrychlený a soustředěný do jednoho místa.
Řezání probíhá nejčastěji na CNC řízených stolech. Pracovní tlak vody se pohybuje v rozmezí 2000 – 6200 Bar. Tlakovým zdrojem jsou speciální vysokotlaká čerpadla, která se liší příkonem a průtokem vody. Paprsek vzniká v řezací hlavě zakončené řezací tryskou.
Při zpracování měkkých materiálů se používá čistý vodní paprsek, pro ostatní případy je třeba použít abrazivní paprsek. Vhodnou abrazivní příměsí je přírodní olivín, přírodní granát, mletý korund, karbid křemíku, diamantový prach – volba závisí na tvrdosti děleného materiálu. Zrnitost abrazivního materiálu je v rozmezí 16μm – 63μm.
Pohyb řezací hlavy a tedy i dráha řezu je řízena počítačem na základě předem sestaveného programu. Je možné tedy provést i ten tvarově nejnáročnější řez během jedné operace. V současné době se stále více uplatňuje 3D řezání s eliminací úkosů.

## Výhody
- Velkou výhodou při řezání vysokotlakým vodním paprskem je řezání bez tepelného ovlivnění řezaného materiálu, tzv. studený řez. Obráběný díl nevykazuje fyzikální, chemické ani mechanické změny a je následně snadno obrobitelný.
- Minimální silové působení paprsku na řezaný materiál, nedochází ke vzniku mikrotrhlin.
- Univerzálnost – paprsek dělí většinu materiálů při velkém rozsahu řezaných tlouštěk
- Řezání vodním paprskem je technologií přátelskou k životnímu prostředí. Při vlastním řezání nevznikají žádné ekologicky nevhodné zplodiny. Spotřeba vody na řezání je velmi malá (závisí na tlaku a velikosti použité trysky). Z odpadní vody se při sedimentaci vyloučí nečistoty. Jako abrazivo se používají netoxické látky, které mohou být recyklovány pro opakované použití. Použité abrazivo může být bez problémů uloženo na skládku.
- Malý prořez materiálu a z toho vyplývající vysoké využití polotovaru – mezi jednotlivými výrobky se ponechávají mezery cca 3 mm.

## Využití technologie
Využití technologie řezání vodním paprskem je poměrně široké a dnes se používá v řadě výrobních oborů.
Mezi materiály běžně obráběné vodním paprskem patří například:
- pěnové materiály, plasty, gumy
- překližka, balza, podlahové krytiny
- sklolaminát, kompozity, technické a reklamní plasty
- elektroizolační, tepelněizolační hmoty
- mramor, žula, pískovec, sklo, dlažba
- slitiny hliníku, titanu, mědi, niklu
- ocel konstrukční, legovaná, nástrojová, tepelně zpracovaná, návarová s extrémní tvrdostí

## Dostupnost
Systémy pro řezání vodním paprskem nabízí a dodávají specializované firmy z celého světa. Dodávají se v různých řadách, které se liší velikostí řezacích stolů a čerpadel různých výkonů. CNC řízené řezací stoly jsou dodávány standardně v rozměrech několika m². Vysokotlaká čerpadla jsou dodána ve výkonových řadách od 3800 bar až 6500 bar.